# Пазарен популизъм
Пазарен популизъм (англ. Market populism) e термин изкован от Томас Франк за концепцията, че свободния пазар е по-демократичен, от която и да е било демокрация.
Произходът на концепцията може да се проследи поне до изказването на Харолд Ласуел (1933):
„Пропагандисткият възглед в действителност комбинира почит и уважение към индивидуалността с индиферентност към формалната демокрация“.